# Brestice (Nikšić)
Pour les articles homonymes, voir Brestice.
Brestice (en serbe cyrillique: Брестице) est un village de l'ouest du Monténégro, dans la municipalité de Nikšić.

## Démographie

### Évolution historique de la population
| 1948 | 1953 | 1961 | 1971 | 1981 | 1991 | 2003 |
| ---- | ---- | ---- | ---- | ---- | ---- | ---- |
| 215  | 285  | 237  | 182  | 105  | 53   | 35   |